# Margarethe Bartsch

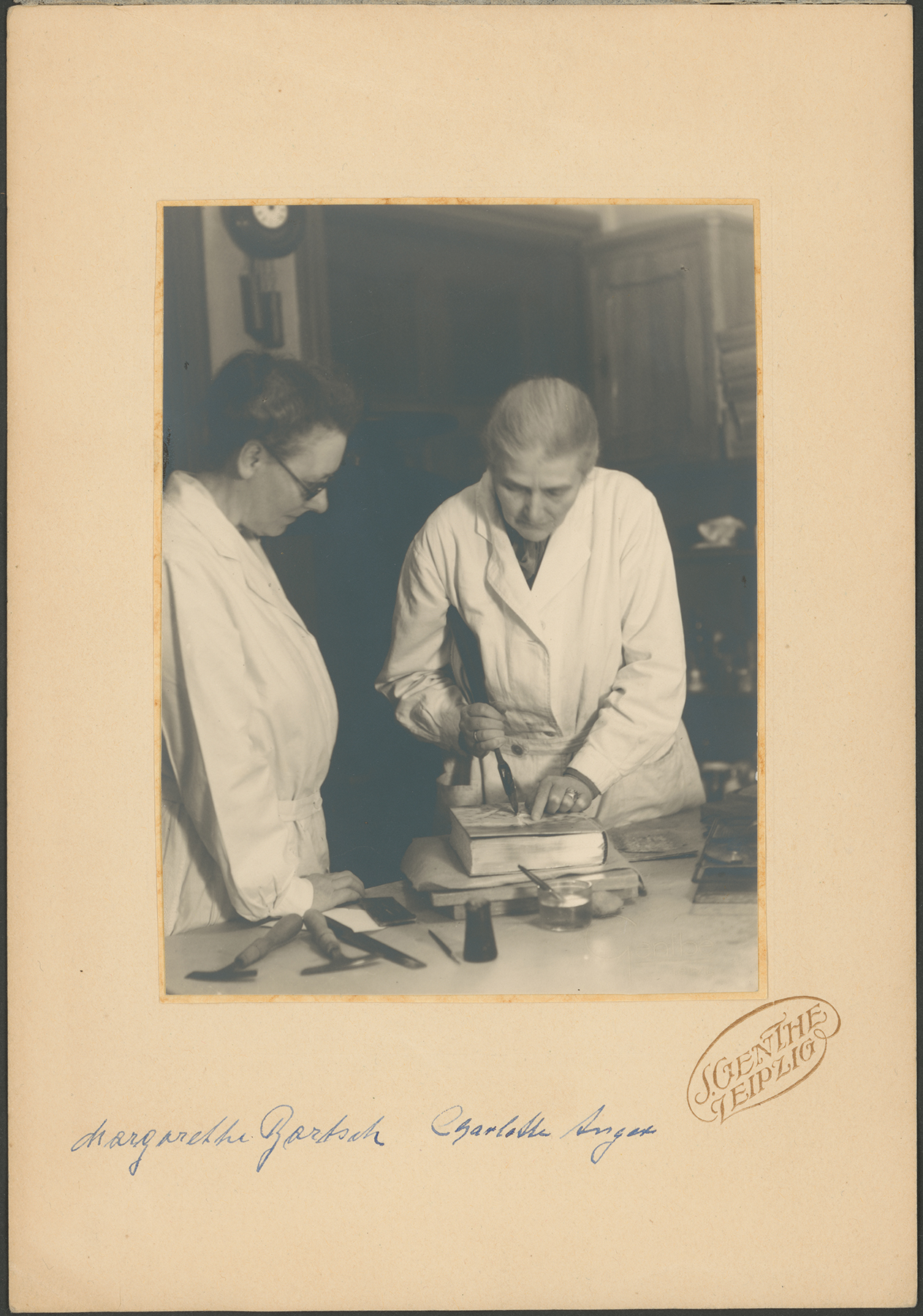
Margarethe Bartsch und Charlotte Anger in ihrer buchgewerblichen Werkstatt in Leipzig. Fotografie von Selma Genthe, ca. 1920–1938

Margarethe Bartsch, auch Margarete (geboren 11. April 1880 in Oschatz; gestorben 28. Dezember 1971 in Dresden) war eine deutsche Buchbinderin und Schriftgestalterin.

## Leben und Werk

### Ausbildung und Studium
Bartsch studierte von 1910 bis 1914 in der ersten Frauengeneration an der Akademie für Graphische Künste und Buchgewerbe in Leipzig, unter anderem bei Hugo Steiner-Prag, Hans Dannhorn und besuchte elf Semester Hermann Delitschs Kurs Schriftschreiben und Schriftzeichnen. Bereits während ihres Studiums war sie künstlerisch aktiv: So nahm sie 1912 am Plakatwettbewerb der großen Kunstausstellung in Dresden teil. 1912 wurde ihr ein Lob für den Entwurf einer Stollwerck-Schokoladenpackung ausgesprochen. 1913 beauftragte sie das Leipziger Reichsgericht, die Widmungsschrift eines Glückwunschschreibens zum 25-jährigen Regierungsjubiläum Kaiser Wilhelms II. auf Pergament zu gestalten. Dieses stellte sie (als Fotografie) ein Jahr später auf der Bugra, der Weltausstellung für Buchgewerbe und Graphik in Leipzig, aus.

### Buchgewerbliche Werkstatt Anger & Bartsch
Während des Studiums lernte Margarethe Bartsch Charlotte Anger kennen. Am 30. Juni 1914 waren Anger und Bartsch die ersten Buchbinderinnen, die in Sachsen ihre Gesellenprüfung vor der Leipziger Buchbinderinnung ablegen durften und die sie erfolgreich bestanden. Nach Beendigung ihres Studiums führten sie ab Oktober 1914 gemeinsam die „Buchgewerbliche Werkstatt Anger & Bartsch“, zunächst am Fleischerplatz, später in der Leipziger Poniatowskistraße, die heute zur Gottschedstraße gehört. Das Atelier war die erste ausschließlich weiblich geführte Buchbindereiwerkstatt in Sachsen. 1921 erfolgte der Eintritt in die Buchbinderinnung.
Nachdem Charlotte Anger 1957 gestorben war, führte Margarethe Bartsch die gemeinsame Werkstatt bis zu ihrem Tod 1971 weiter. Im Deutschen Buch- und Schriftmuseum der Deutschen Nationalbibliothek in Leipzig findet sich ein Teilnachlass der „Buchgewerblichen Werkstatt Anger & Bartsch“ mit Briefen, Fotografien, Entwürfen und Buntpapieren sowie das von Bartsch handgeschriebene Buch Gregorius oder der gute Sünder aus dem Jahr 1913. Exlibris aus der Studienzeit von Charlotte Anger und Margarethe Bartsch sind im Archiv der Hochschule für Grafik und Buchkunst erhalten. Im Deutschen Buch- und Schriftmuseum der Deutschen Nationalbibliothek in Leipzig und im Archiv des Deutschen Museums in München befinden sich Buntpapiere von Bartsch.

### Weltausstellung für Buchgewerbe und Graphik (Bugra)
Bei der Vorbereitung der Leipziger Bugra 1914 übernahm Bartsch verschiedene Aufgaben: Sie war erste Vorsitzende des Arbeitsausschusses für „Künstlerische Schrift“ und Künstlerischer Beirat der Abteilung „Schreibwesen und Papierverarbeitung“. Auf der Bugra stellte Bartsch unter anderem handgebundene Bücher, handgeschriebene Bücher und Schriftstücke sowie Besuchskarten, Briefköpfe, Signets und Monogramme aus. Ehrenamtlich führten Margarethe Bartsch und Charlotte Anger die Schilder der verschiedenen Abteilungen „in künstlerischer Schrift“ aus. 1914 erhielt ihr Atelier auf der Bugra-Sonderausstellung Die Frau im Buchgewerbe und in der Graphik einen Bronzenen Preis im Bereich Buchbinderei.

## Werke (Auswahl)

### Handgeschriebene Bücher
- Hartmann von Aue: Gregorius oder der gute Sünder. (Dies Buch schrieb nach der Übersetzung aus dem Mittelhochdeutschen von K. Pannier Margarethe Bartsch), Leipzig 1913.

### Auf der Bugra ausgestellte Werke

#### Handgeschriebene Bücher und Schriftstücke
- Scheffel: Bergpsalmen
- Hartmann von der Aue: Gregorius
- Glückwunschadresse des Reichsgerichts zum Kaiserjubiläum. Fotografie. Die Ledermappe fertigte Charlotte Anger.
- Besuchskarten
- Briefköpfe
- Signets
- 3 Monogramme nach alten Grabsteinen in Danzig

#### Handgebundene Bücher
- de Coster: Tyll Ulenspiegel, Pergament mit Beschriftung
- Ebner-Eschenbach: Aphorismen, Schweinsleder mit Auflage und Handvergoldung, echte Bünde
- Schillers Welt- und Lebensanschauung, Halbpergament
- Gästebuch, Pergament mit Beschriftung
- Gobineau: Die Renaissance, Schweinsleder mit Blinddruck